# Justizvollzugsanstalt Wittlich

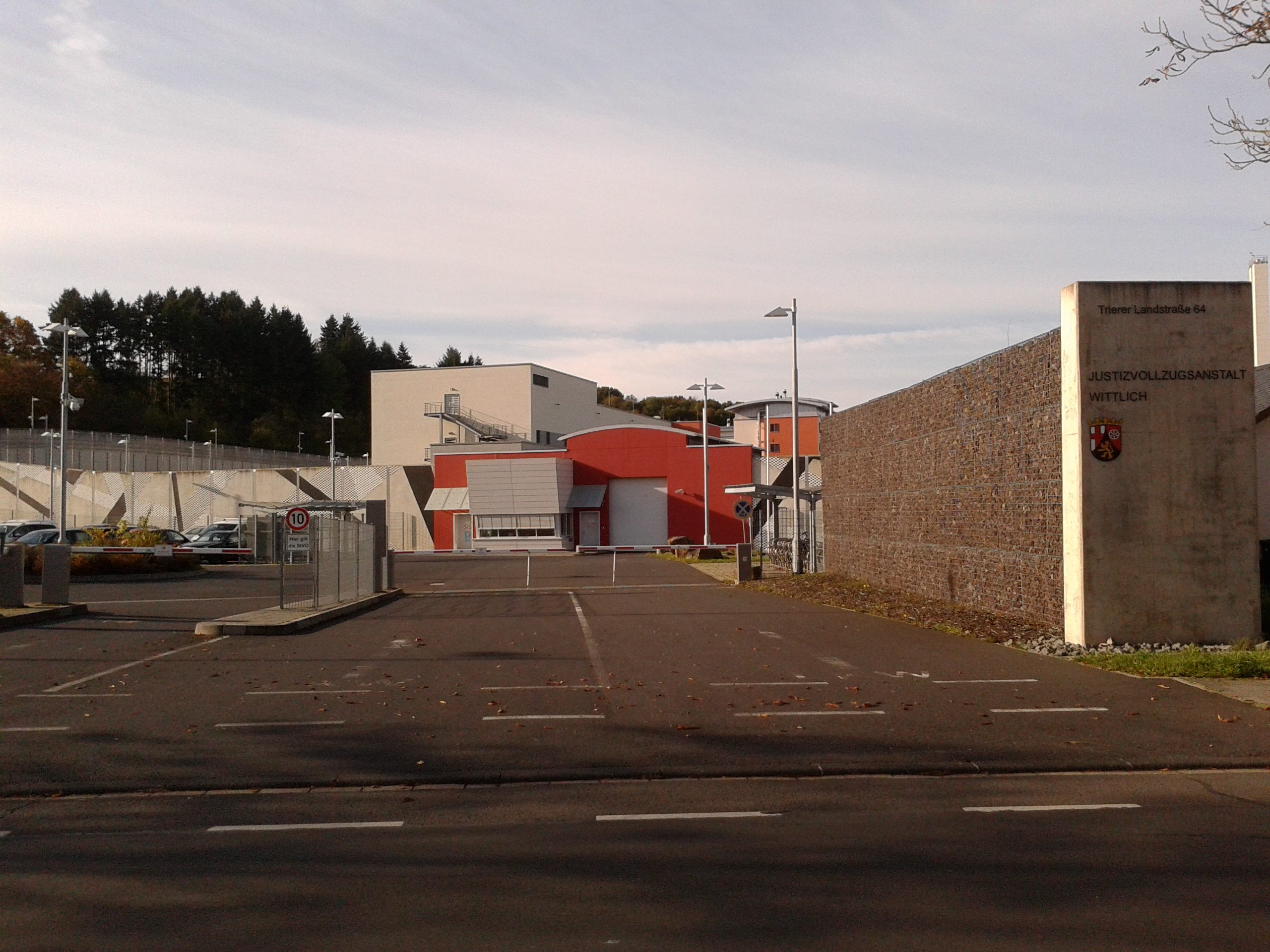
Zufahrt

Die Justizvollzugsanstalt Wittlich ist eine Haftanstalt des Landes Rheinland-Pfalz in Wittlich für männliche Strafgefangene im geschlossenen und offenen Vollzug mit Haftstrafen zwischen zwei und acht Jahren. Daneben befindet sich auf dem Gelände der JVA Wittlich ein Justizvollzugskrankenhaus für weibliche und männliche Gefangene. In der angrenzenden Jugendstrafanstalt Wittlich verbüßen männliche Verurteilte ihre Jugendstrafen bzw. befinden sich in Untersuchungshaft für männliche Jugendliche.

## Geschichte
Das Gefängnis wurde 1902 als Doppelanstalt bestehend aus Königlichem Männer-Gefängnis und Königlichem Weiber-Gefängnis gegründet. Das Anstaltsgebäude in zeittypischer Strahlenbauweise war anfänglich für 708 Gefangene ausgelegt. 1912 eröffnete im Gebäudeteil des Weiber-Gefängnisses ein Jugendgefängnis.
Im Sommer 1943 diente das Strafgefängnis Wittlich als Ausweichunterbringung für die Nacht-und-Nebel-Gefangenen aus dem Kölner Gefängnis Klingelpütz, das durch Bombenangriffe stark beschädigt war. Auch das für diese Gefangenen zuständige Sondergericht Köln tagte in Wittlich, da die Gefangenen für Verhandlungen nicht dauernd in das 150 km entfernte Köln gebracht werden konnten.

### Kriegsverbrechergefängnis Wittlich
In der Nachkriegszeit diente das Gefängnis der französischen Besatzungsmacht als Kriegsverbrechergefängnis Wittlich. Hier verbüßten die verurteilten Kriegsverbrecher und NS-Verbrecher aus den NS-Prozessen in der französischen Zone ihre Haftstrafen.
Vergleichbare Einrichtungen waren das War Criminal Prison No. 1 in Landsberg in der amerikanischen Zone und das Allied National Prison in Werl in der britischen Zone.
Im Dezember 1950 waren in Wittlich 254 verurteilte Kriegsverbrecher in Haft, am 31. Januar 1952 waren es nur noch 154 Häftlinge. Im August 1955 befanden sich dann in Wittlich nur noch 19 Häftlinge der Franzosen; sie wurden im Laufe der nächsten zwei Jahre entlassen. 1950 übergaben die Franzosen das Jugendgefängnis an die deutsche Verwaltung, 1954 dann auch das Männergefängnis.

### Justizvollzug des Landes Rheinland-Pfalz
Zwischen 2004 und 2009 ließ das Land Rheinland-Pfalz für 70 Millionen Euro einen Erweiterungsbau mit 610 Haftplätzen errichten. Zusammen mit der Jugendstrafanstalt hat die Anstalt nun 1000 Haftplätze und ist damit der größte Gefängniskomplex in Rheinland-Pfalz. Der bisher von den erwachsenen Häftlingen genutzte Altbau soll generalsaniert werden und danach als Jugendstrafanstalt dienen.

## Bekannte Häftlinge
- Otto Funke, kommunistischer Widerstandskämpfer, war in den 1930er Jahren von den Nationalsozialisten inhaftiert.
- Julius Pätsch, bis 1933 SPD, nach 1945 KPD, war in den 1930er Jahren von den Nationalsozialisten inhaftiert
- Holger Meins, RAF-Mitglied, starb hier 1974 nach einem 58-tägigen Hungerstreik.[8]
- Klaus von Raussendorff, langjähriger Stasi-Spion im Auswärtigen Amt, saß von 1991 bis 1994 ein.
- Michael Born, deutscher Fernsehjournalist und „Filmfälscher“.